# Diaz (rapper)
Andres Rafael Diaz, noto semplicemente come Diaz (Jessheim, 26 luglio 1976), è un rapper norvegese.

## Biografia
Diaz è salito alla ribalta dopo aver collaborato con Tommy Tee e Petter nella hit Crossing Borders (1999), prima entrata dell'interprete nella top ten della VG-lista. 2050 (2000), album in studio d'esordio del rapper, ha esordito al 36º posto della classifica norvegese e contiene La vida loca, il cui video è stato candidato per lo Spellemannprisen.
Velkommen hjem Andres (2003), candidato per lo Spellemannprisen all'hip hop, include l'estratto Hvem er denne karen?, secondo brano del rapper a finire in lizza per lo Spellemannprisen al video musicale. È poi uscito un terzo LP, dal titolo Jessheimfanden (2006). La IFPI Norge gli ha assegnato un disco d'oro per Takin Ova.

## Discografia

### Album in studio
- 2000 – 2050
- 2003 – Velkommen hjem Andres
- 2006 – Jessheimfanden

### Singoli
- 1999 – I Come to Collect
- 2000 – Star from Trini
- 2000 – I Put My Life in It
- 2002 – Stikking (feat. Kapricon & Kleen Cut)
- 2002 – Jessheim
- 2003 – Hvem er denne karen?
- 2005 – Ikke alene (con Dina)
- 2005 – Mitt stille vann

### Collaborazioni
- 1999 – Crossing Borders (Tommy Tee feat. Petter & Diaz)